# Severní kudlanka nábožná
Severní kudlanka nábožná (čínsky 螳螂拳 pchin-jin táng láng quán v českém přepisu tchang lang čchüan, v překladu do češtiny „pěst kudlanky nábožné“) je čínské bojové umění. Pochází z provincie Šan-tung, kde jej podle ústního předání založil Wang Lang v 16. století. Pohyb rukou vychází z pohybů kudlanky nábožné, jejíž agresivita údajně inspirovala Wang Langa při tvorbě tohoto bojového umění. Pohyb nohou je naopak založen na pohybu nohou stylu opice. Severní kudlanka nábožná je typická rychlým, nepřerušovaným útokem a důrazem na techniky zápěstí, loktů a kolen.
Přes podobný název nemá severní kudlanka nábožná (kromě údajného původu z pozorování pohybů kudlanky nábožné) nic společného s jižní kudlankou nábožnou, bojovém umění jihočínského etnika Hakka.

## Severní kudlanka nábožná v Česku
Severní kudlanku nábožnou (styl sedm hvězd) v Česku vyučuje Jiří Hušek a Chan Kowk Wai.